# Магнезон
Магнезоны — группа реагентов для определения ионов металлов магния, кальция, кадмия, стронция, бария.
Магнезон I или азофиолетовый, — [4-(n-нитрофенилазо)резорцин], тёмно-красные кристаллы с температурой плавления 195—200 °С (с разложением). Вещество в своей обычной форме не растворимо в воде, плохо — в кипящем этаноле, ацетоне, толуоле, уксусной кислоте. Соединение растворимо в щелочах с образованием раствора малинового цвета.
Магнезон I получают диазотированием п-нитроанилина и последующей реакцией азосочетания с резорцином. Вещество является кислотно-основным индикатором (при рН 11,5-13,2 переход окраски от лимонно-жёлтой к тёмно-сиреневой), а также реагентом для обнаружения магния (отсюда название); в присутствии 0,1-молярного KOH окрашивает раствор. содержащий ионы магния, в насыщенный синий цвет; возможен также синий осадок. Предел обнаружения ионов магния – 0,5 мкг в 1 капле раствора. Применяется также для получения индикаторной бумаги.
Помимо магния магнезон I реагирует также на алюминий, хром и железо (осаждаются с помощью нитрита натрия); медь, кадмий, кобальт и никель (маскируются цианид-ионом), а также на марганец и аммоний. Не мешают определению ионы бария, кальция и стронция.
Магнезон II — [4-(n-нитрофенилазо)-1-нафтол], оранжево-красные кристаллы, или тёмно-коричневые или красные иглы со стальным блеском. Температура плавления оранжево-красной формы 270—275 °С (с разложением); полиморф же игольчатый плавится при 234—235 °С и разлагается при 255—260 °С. Растворимость в обычных органических растворителях плохая; лучше — в кипящем нитробензоле. Хороша растворимость соединения в водных растворах щелочей (как и у магнезона I); цвет полученного раствора — красно-фиолетовый.
Магнезон II получают диазотированием п-нитроанилина и последующей реакцией азосочетания с 1-нафтолом. Предел обнаружения ионов магния – 0,5 мкг в 1 капле раствора.
Магнезон ХС или Магнезон ИРЕА, Хромовое бордо — натриевая соль 2-гидрокси-5-хлор-3-(2-гидрокси-1-нафтилазо)бензолсульфокислоты, кирпично-красные кристаллы, растворимые в воде, спиртах, ацетоне, но нерастворимые в бензоле, толуоле, хлороформе и эфире. Водный раствор (0,01%) красный в нейтральной среде и синий в щелочной; ацетоновый раствор (0,01%) оранжевый. Является родственником семейству красителей Судан. Реагент для спектрофотометрического определения со следующими характеристиками и условиями определения:
| Металл   | λанализа, нм | λмакс, нм | εмакс  | Условия              | Цвет или его изменения                            |
| -------- | ------------ | --------- | ------ | -------------------- | ------------------------------------------------- |
| Магний   | 610          | 530       | 19 600 | pH 10, вода/ацетон   | переход от сине-фиолетовой к ярко-красной окраске |
| Цинк     | 620          | 550       | 13 000 | pH 9—10, вода/ацетон | переход от синей к фиолетовой окраске             |
| Медь     | 560          | 540       | 22 000 | pH 2, вода/ацетон    | —                                                 |
| Молибден | 560—580      | 465       | —      | водный раствор H2SO4 | —                                                 |

Предел обнаружения — около 12 мкг в 5 мл раствора. Помимо вышеупомянутых, образует окрашенные комплексы с Ca, Al, Fe3+, Co, Ni, Pb, Cd, Mn, V, Ce, La, Pd.
Также — ввиду высокой скорости реакции комплексообразования — является металлохромным индикатором при титровании для магния (pH перехода 9,8—11,2), кальция и кадмия (pH 11,5), а также бария (pH 12,5).